# Башар, Метехан
Метехан Башар (тур. Metehan Başar, 19 февраля 1991) — турецкий борец греко-римского стиля, двукратный чемпион мира, призёр чемпионата Европы и Европейских игр 2015 года.

## Биография
Турецкий спортсмен воспитывался в семье, которая умеет заниматься борьбой: его дядя сам был борец, а его отец всегда хотел сделать Метехана борцом.
В 2015 году он участвовал в европейских играх и выиграл бронзу в категории до 85 кг. В 2017 году, все еще в той же категории, он впервые выиграл серебряную медаль на чемпионатах Европы, а уже через несколько месяцев взял золото на чемпионате мира в Париже.
В 2018 году на чемпионате мира в Будапеште стал двукратным чемпионом, победив всех своих соперников в весовой категории до 87 кг.